# Shapley Ridge
Shapley Ridge ist ein markanter Gebirgskamm im westantarktischen Marie-Byrd-Land. Im Königin-Maud-Gebirge erstreckt er sich von der Cleveland Mesa oberhalb des Reedy-Gletschers in östlicher Richtung und markiert den östlichen Ausläufer des Watson Escarpment.
Der United States Geological Survey kartierte ihn anhand eigener Vermessungen und Luftaufnahmen der United States Navy aus den Jahren von 1960 bis 1964. Das Advisory Committee on Antarctic Names benannte ihn 1967 nach dem US-amerikanischen Geophysiker Alan Horace Shapley (1919–2006), stellvertretender Vorsitzender des nationalen Ausschusses der Vereinigten Staaten zum Internationalen Geophysikalischen Jahr (1957–1958).